# The Vision of Escaflowne
The Vision of Escaflowne (天空のエスカフローネ, Tenkū no Esukafurōne, lett. Escaflowne in de lucht) is een Japanse animeserie die is bedacht door Shoji Kawamori en geproduceerd door Sunrise Studios. De serie liep van 2 april 1996 tot 24 september 1996 en bestaat uit 26 afleveringen.
De serie verscheen op tv-zender TV Tokyo, waar het wekelijks werd uitgezonden. Het werd ook uitgezonden op zender Animax in Japan en andere Aziatische landen en is onder licentie van Crunchyroll.

## Plot
De serie volgt het leven van Hitomi, een meisje op de middelbare school, die naar de planeet Gaea wordt getrokken nadat de nieuwe klasgenoot Van verschijnt. Aangekomen in Gaea komt Hitomi midden in een oorlog terecht waarin het Zaibach-rijk Gaea probeert over te nemen. Van beveelt de geheimzinnige mecha Escaflowne om in actie te komen. Ook de krachten van Hitomi blijken onmisbaar in het stoppen van de Zaibach.

## Manga
Drie alternatieve eindes van de animeserie werden van oktober 1994 tot november 1997 uitgebracht als mangaserie. Door veranderingen in de anime tijdens de productie, wijken de manga volledig af van het oorspronkelijke verhaal.
De eerste mangaserie was een van de eerste strips die in het nieuwe tijdschrift Shonen Ace verscheen.

## Overige media

### Light novels
Shoji Kawamori en Yumiko Tsukamoto werkten samen aan een serie light novels die zijn gebaseerd op de animeserie. De zes individuele hoofdstukken werden door Kadokawa Shoten uitgebracht tussen juni 1996 en augustus 1997.

### Animefilm
Op 24 juni 2000 verscheen Escaflowne, een animefilm die het verhaal van de animeserie opnieuw vertelt. De film is geproduceerd door Sunrise en geregisseerd door Kazuki Akane. Naast de personages is ook het verhaal veranderd, dat zich meer richt op de relatie tussen Van en Hitomi.

### Computerspel
In 1997 publiceerde Bandai Games een computerspel voor de PlayStation. Het actie-avonturenspel heeft een afwijkend verhaal en bevat onder meer extra personages.